# Nhãn hiệu thiết kế

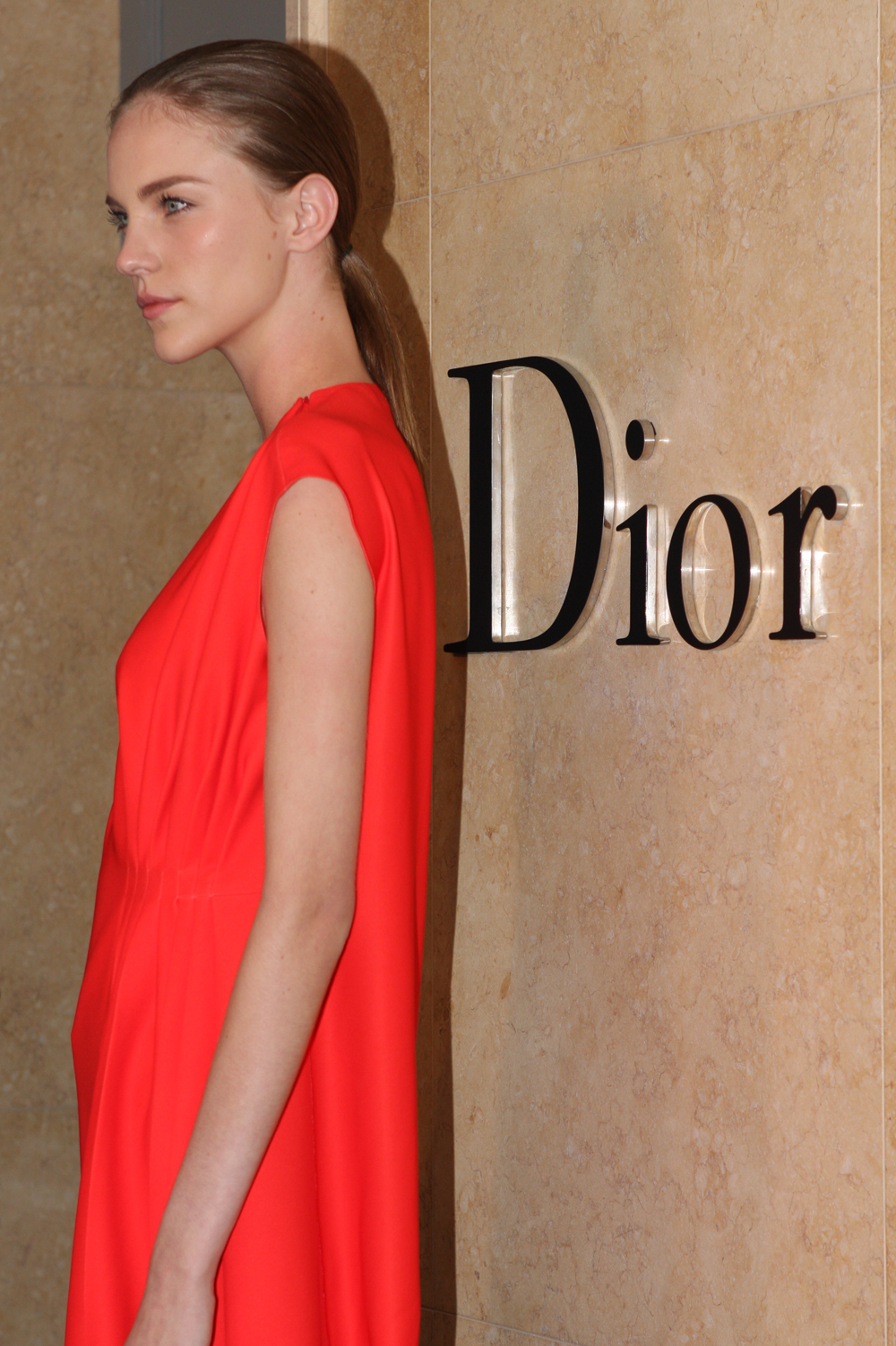
Nữ người mẫu Nicole Pollard, đằng sau lưng là nhãn hiệu Dior cao cấp

Nhãn hiệu thiết kế (Designer label) hay Nhãn hiệu riêng dùng để chỉ về trang phục, quần áo thời trang, nhà sản xuất xe sang trọng, ô tô hạng sang và các mặt hàng phụ kiện, phục sức cá nhân khác được bán dưới một thương hiệu có uy tín, thường được đặt theo tên của nhà thiết kế, người sáng lập hoặc địa điểm giống như nơi công ty được thành lập (chẳng hạn như BMW). Thuật ngữ nhãn hiệu thiết kế thường được áp dụng dành cho các dòng hàng xa xỉ. Nhiều nhãn hiệu thiết kế lớn tập trung vào thời trang cao cấp và tiếp thị trong khi cấp phép sản xuất hàng hóa rẻ hơn cho những nhóm khách hàng khác. Các nghiên cứu khác cho thấy bằng chứng rằng tên thương hiệu ảnh hưởng đến nhận thức của người tiêu dùng về giá cả, nhưng không ảnh hưởng đến chất lượng sản phẩm. Mối quan hệ giữa sản phẩm tiêu dùng và địa vị xã hội đang gây ra rất nhiều tranh luận

## Đại cương
Trong khi các thành viên của tầng lớp trung lưu, giới thượng lưu hoặc giàu có có lẽ là những khách hàng mục tiêu phổ biến nhất của các nhãn hiệu thiết kế này, thì một số thương hiệu như Cartier, Rolex, Montblanc và thời trang cao cấp thì có xu hướng nhắm đến nhóm khách hàng giàu có hơn. Nhưng hầu như mọi thương hiệu thiết kế đều có hàng hóa mà tầng lớp trung lưu thông thường không đủ khả năng chi trả, chẳng hạn như các mặt hàng da thú, lông thú, các sản phẩm phiên bản giới hạn hoặc những thứ đơn giản là có giá thành cao hơn. Các công ty nhãn hiệu thiết kế sử dụng các mặt hàng nhỏ hơn và rẻ hơn, nhắm vào tầng lớp trung lưu, chẳng hạn như ví, đồ trang sức thời trang, móc chìa khóa và các phụ kiện nhỏ, để tạo ra phần lớn thu nhập, trong khi những mặt hàng đắt tiền hơn như thời trang cao cấp, đồ trang sức cao cấp, túi xách, giày dép thời trang và thậm chí cả đồ nội thất thường dành riêng cho khách hàng thượng lưu giàu có.
Nhiều cửa hàng bách hóa danh tiếng tự nó có thể được coi là nhãn hiệu thiết kế, chẳng hạn như Neiman Marcus, Harrods, David Jones và Daimaru. Nhãn hiệu thiết kế không chỉ giới hạn trong ngành thiết kế thời trang. Nhiều công ty sản xuất ô tô và xe máy như Rolls-Royce, Harley-Davidson và Mercedes-Benz được coi là nhãn hiệu thiết kế. Những công ty này sản xuất xe của họ theo tiêu chuẩn cao hơn so với các nhà sản xuất trung bình và nhiều thuộc tính khác như da được sử dụng trong bọc ghế, đồ gỗ và tấm ốp, trình độ công nghệ cao, độ an toàn và tốc độ cao hơn được sử dụng để tạo ra sản phẩm tốt hơn. Những chiếc xe này cũng có nhu cầu cao trên toàn thế giới và danh sách chờ có thể được áp dụng cho một số mẫu xe, chẳng hạn như Rolls-Royce Phantom và Bugatti Veyron. Nhiều người coi nhãn hiệu của nhà thiết kế là một biểu tượng địa vị. Một số nghiên cứu chỉ ra rằng các sản phẩm có nhãn hiệu của nhà thiết kế được coi là có chất lượng và tính thời trang cao hơn so với các sản phẩm tương tự không có nhãn hiệu của nhà thiết kế. Trong ngành kính mắt, các thương hiệu như Burberry, Chanel, Armani và Prada cấp phép tên thương hiệu của họ cho các công ty dẫn đầu thị trường như Luxottica. 

## Các nhãn hiệu

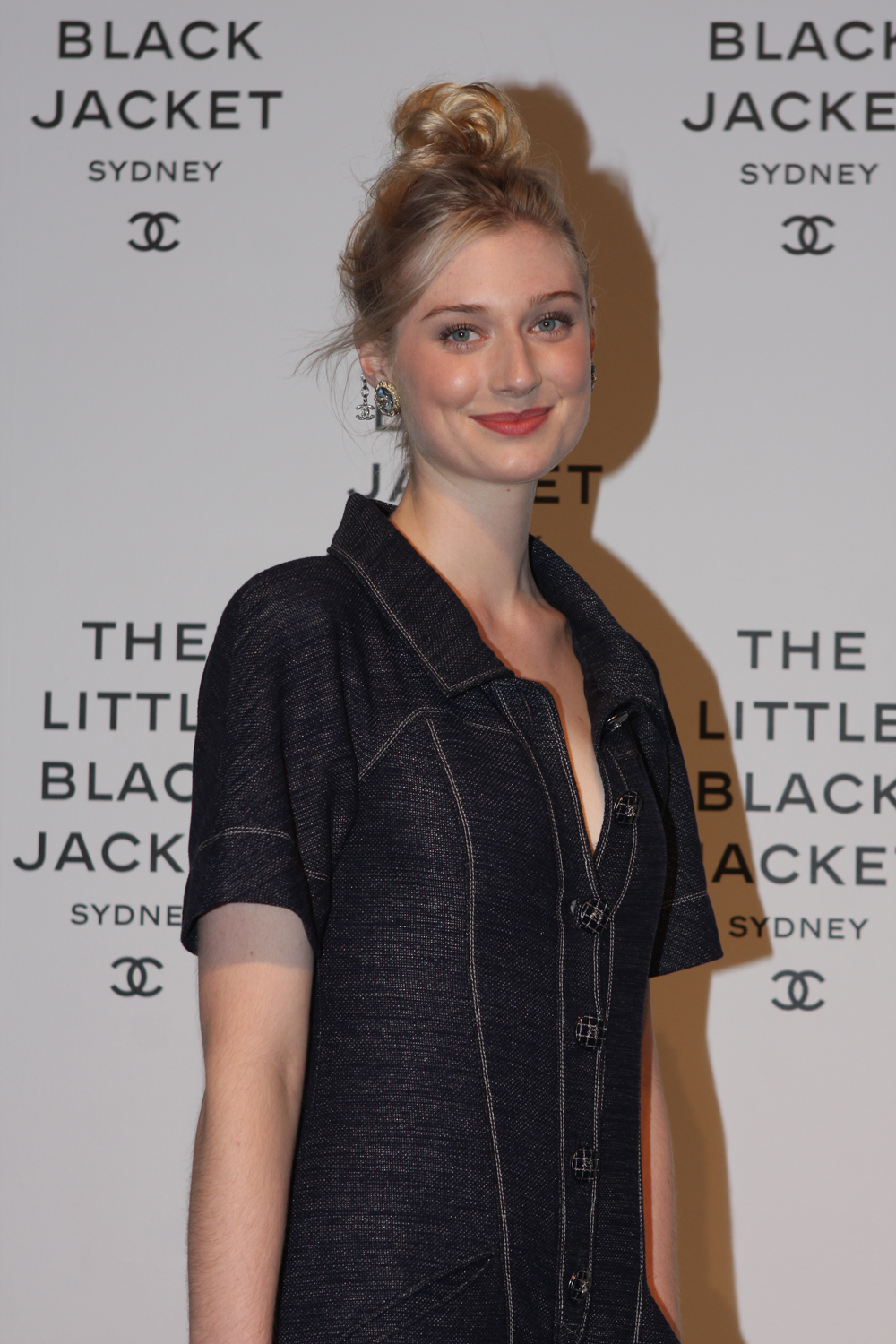
Nữ diễn viên Elizabeth Debicki chụp hình mà phông nền đằng sau là các nhãn hiệu được thiết kế nổi bật nhận diện thương hiệu

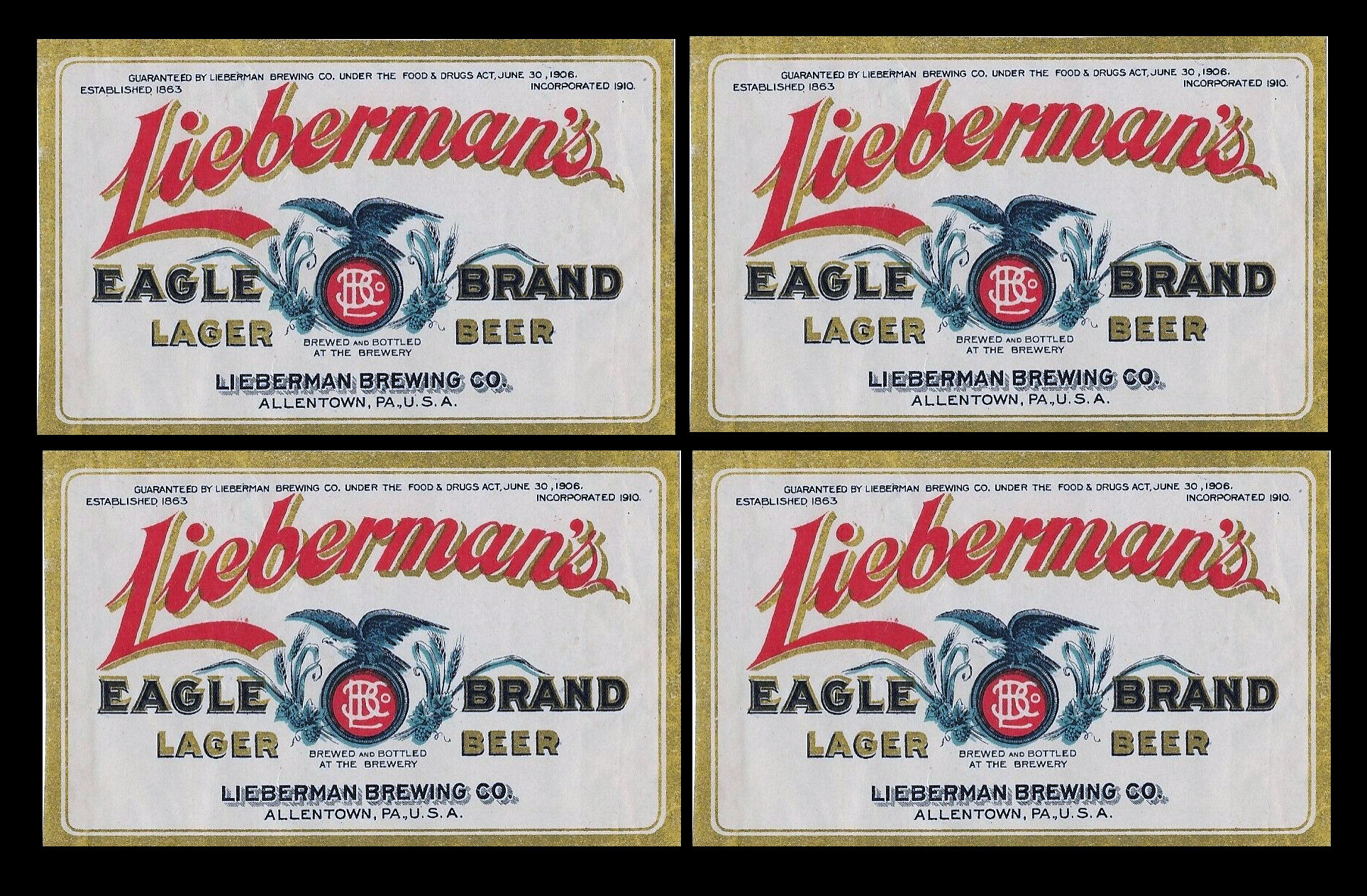
Thiết kế nhãn hiệu vào khoảng năm 1910

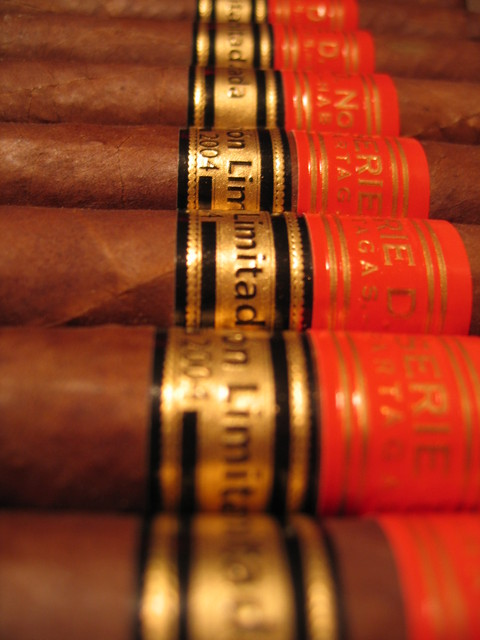
Nhãn hiệu xì gà cao cấp Partagás

- Arc'teryx
- Armani
- Attolini
- Ted Baker
- Manolo Blahnik
- Thom Browne
- Hugo Boss
- Burberry
- Tory Burch
- Canali
- Cavalli
- Chanel
- Charles & Keith
- Kenneth Cole
- Comme des Garçons
- Brunello Cucinelli
- Capri
  - Jimmy Choo
  - Michael Kors
  - Versace
  - Versus
- Dolce & Gabbana
- Escada
- Etro
- Ferragamo
- Ferré
- Fiorucci
- Tom Ford
- Diane von Fürstenberg
- Furla
- Jean Paul Gaultier
- Goyard
- Hermès
- Tommy Hilfiger
- Isaia
- Marc Jacobs
- Betsey Johnson
- Donna Karan
- Calvin Klein
- Kiton
- Lacroix
- Lacoste
- Karl Lagerfeld
- Helmut Lang
- Lanvin
- Guy Laroche
- Lardini
- Ralph Lauren
- Judith Leiber
- Nanette Lepore
- Monique Lhuillier
- Phillip Lim
- Dan Liu
- Christian Louboutin
- Steve Madden
- Tomas Maier
- Léo Marciano
- Maison Margiela
- Lana Marks
- Stella McCartney
- Issey Miyake
- Missoni
- Moschino
- Mouawad
- Thierry Mugler
- Mulberry
- Maria Pinto
- Zac Posen
- Prada
  - Miu Miu
- Emilio Pucci
- Billy Reid
- Oscar de la Renta
- Sergio Rossi
- Sonia Rykiel
- Elie Saab
- SabyaSachi
- Proenza Schouler
- Paul Smith
- Kate Spade
- Anna Sui
- Elie Tahari
- Tahiliani
- Tiffany & Co.
- Philip Treacy
- Trussardi
- Valentino
- Giambattista Valli
- John Varvatos
- Kering
  - Gucci
  - Yves Saint Laurent
  - Boucheron
  - Bottega Veneta
  - Balenciaga
  - Alexander McQueen
  - Brioni
  - Girard-Perregaux
  - Qeelin
  - Pomellato
  - Christopher Kane
  - Ulysse Nardin
- LVMH
  - Celine
  - Dior
  - Fendi
  - Givenchy
  - Loro Piana
  - Louis Vuitton
- OTB
  - Marni
  - Viktor & Rolf
- Puig
  - Carolina Herrera
  - Rabanne
- E. Marinella
- Alexander Wang
- Vera Wang
- Vivienne Westwood
- Jason Wu
- Wooyoungmi
- Yohji Yamamoto
- Giuseppe Zanotti
- Zegna